# 新蒲崗裁判法院
新蒲崗裁判法院（英語：San Po Kong Magistrates' Courts）是香港一所已被拆卸的法院，位於新蒲崗太子道東690號。

## 歷史
新蒲崗裁判法院與荃灣裁判法院採用同樣的設計式樣，建於1971年，於同年7月26日正式啟用，並於8月6日舉行移交儀式。法院原稱為「黃大仙裁判署」，由1972年起改稱為「新蒲崗裁判署」，負責審理黃大仙區，九龍城區及紅磡區等案件。法院啟用時共有七個法庭（第一庭審理交通案件，第二庭處理新案，四個法庭處理不認罪案件，一個法庭為少年庭），後來增至八個法庭。
早於1992年，規劃署署長已提議重新發展新蒲崗裁判法院，釋放該處的發展潛力。直至1997年，司法機構提議將法院搬遷至九龍城裁判法院，表示當時的法院大樓沒有證人等候室、供殘疾人士使用的設施及公眾諮議室，而且律師會見室、洗手間等的設施亦嚴重不足。
2001年7月3日，九龍城裁判法院正式啟用，共有三十年歷史的新蒲崗裁判法院於同日關閉。
法院大樓所在的土地於2004年10月由新鴻基地產投得，連同鄰近的新蒲崗政府合署被拆卸，重建成住宅商業綜合項目譽·港灣及商場Mikiki。

## 重大案件
香港連環殺手「雨夜屠夫」林過雲於1982年8月被捕後，被控四項謀殺罪名。案件在此展開公訴程序，經過八次聆訊後，裁判官認為表面證供成立，將案件轉介香港最高法院審理，高院其後於1983年4月8日裁定林過雲所有罪名成立並依例判處林死刑，林其後獲港督特赦，刑罰改為終身監禁。